# Thelcticopis celebesiana
Thelcticopis celebesiana is een spinnensoort uit de familie van de jachtkrabspinnen (Sparassidae).
De wetenschappelijke naam van de soort werd in 1911 gepubliceerd door P. Merian.